# Брежани (Словаччина)
Брежани або Бережани (словац. Brežany) — село в Словаччині, Пряшівському окрузі Пряшівського краю. Розташоване в центральній частині східної Словаччини, у Шариській височині в долині Ондрашовського потока, правосторонньої притоки Свинки.

## Історія
Уперше село згадується у 1329 році.

### Храм
У селі є дерев'яна греко-католицька церква святого Луки з 1727 року, оновлена в другій половині 18 століття, національна культурна пам'ятка. Церкву використовує римо-католицька громада.

## Населення
| Рік:            | 1994. | 2004.    | 2014.   | 2024.    |
| --------------- | ----- | -------- | ------- | -------- |
| Кількість осіб: | 169   | 149      | 154     | 213      |
| Різниця:        |       | -11,83 % | +3,35 % | +38,31 % |

| Рік:            | 2023. | 2024.   |
| --------------- | ----- | ------- |
| Кількість осіб: | 209   | 213     |
| Різниця:        |       | +1,91 % |

У селі проживає 179 осіб.